# Battaglia di Round Mountain
La battaglia di Round Mountain – combattuta nel novembre 1861 – è stato il primo scontro nell'ambito del cosiddetto Trail of Blood on Ice, una campagna della guerra di secessione americana durante la quale i nativi americani fedeli all'Unione e guidate da Opothleyahola combatterono contro le forze confederate guidate dal colonnello Douglas Hancock Cooper in Kansas e Oklahoma.

## Contesto
Poco dopo lo scoppio della guerra civile, il colonnello Cooper – comandante del dipartimento indiano – cercò di convincere Opothleyahola, comandante di alcune tribù filo-nordiste di Creek e Seminole a schierarsi con la causa confederata.
Non riuscendo in questo intento, il 15 novembre 1861, Cooper partì alla testa di 1 400 uomini per ottenere la sottomissione di Opothleyahola oppure per scacciarlo dalla regione.
Le forze di Cooper superarono il fiume Canadian ma quando arrivarono all'accampamento di Opothleyahola lo trovarono deserto. Il 19 dicembre Cooper apprese da alcuni prigionieri che una parte degli uomini di Opothleyahola stavano costruendo un forte a Red Fork, sul fiume Arkansas.

## La battaglia
Gli uomini di Cooper arrivarono a Red Fork nel pomeriggio, verso le 16, e scoprirono che Opothleyahola aveva lasciato il campo. I confederati inseguirono le forze indiane ma l'arrivo della notte impedì a Cooper di completare la battaglia.
Nella notte gli uomini di Opothleyahola diedero fuoco alla prateria e, coperti dalle tenebre e dal fumo, si ritirarono.

## Conseguenze
La battaglia di Round Mountain è stata la prima di tre scontri tra le forze di Opothleyahola e le truppe confederate. Il capo indiano sarà infine costretto a fuggire in Kansas.